# Nicola Cantalamessa Papotti
Pour les articles homonymes, voir Cantalamessa.
Nicola Cantalamessa Papotti, nommé simplement Nicola Cantalamessa (Ascoli Piceno, 21 janvier 1831 – Rome, 30 août 1910), est un sculpteur italien.

## Biographie
Né à Ascoli Piceno en 1831, il se rapproche du milieu artistique en fréquentant les diverses écoles de sa ville natale et l'atelier des frères Emidio et Giorgio Paci. Il s'établit ensuite à Rome où il s'inscrit à l'académie de San Luca. Il suit alors les cours de Pietro Tenerani, qui devient son maître et qui sera par la suite le directeur de l'académie. Il se spécialise dans l'art de la sculpture qui deviendra sa principale activité. En 1853, âgé de 22 ans, il ouvre un atelier via Sistina. En 1877, il accède à un statut académique à San Luca.
Recherché pour ses portraits, il travaille dans un premier temps auprès de la cour de Naples, où il réalise pour le roi Ferdinand III Sant'Emidio che battezza Polisia, son premier succès avant qu'il ne se rende aux États-Unis où il reçoit des commandes pour des monuments funéraires et participe aux expositions de Philadelphie de 1876, Chicago en 1893 et Saint Louis en 1904.
Il s'illustre aussi par sa participation à la colonne de l'Immaculée Conception située entre la place d'Espagne et la piazza Mignanelli à Rome où il effectue un bas-relief, le monument funéraire des conjoints Massoni dans la nef gauche de l'église San Francesco d'Ascoli Picerno, le haut-relief de Maria Turris Fortitudinis situé sur la Torre Borgiana della Rocca de Subiaco, et enfin, la victoire ailée de gauche sur le monument à Victor-Emmanuel II. Il meurt à Rome à la fin de l'été 1910.

## Héritage et postérité
En 1931, deux ensembles sculptées par Papotti sont enlevées de la façade du palais Koch, alors siège de la banque d'Italie, pour ne pas fragiliser la structure du bâtiment milanais qui se trouve via Nazionale. Ces ensembles figurèrent dans les billets de 500 Lires émis par cette même banque,,.
Parmi les élèves de Papotti se trouve le peintre frioulan Giulio Justolin (1866-1930).